# Владиславчик
Владисла́вчик — село в Україні, у Монастирищенській міській громаді Уманського району Черкаської області. Розташоване на лівому березі річки Ступки (притока Гірського Тікичу) за 28 км на північний схід від міста Монастирище. Населення становить 393 особи.

## Історія
Навколо Владиславчика виявлені залишки поселення племен трипільської культури. Його площа (50 гектарів) розташована на південь від села. Прямо в селі можна бачити купи перепаленої червоної глини з уламками глиняного посуду зі спіральним орнаментом. На садибі селянина Петра Луценка знайдено на глибині 60-70 см дві глиняні посудини, прикрашені орнаментом. Одну з них передано до Уманського музею, інша знаходилася в школі. Розвідку поселення робив В. А. Стефанович 14 жовтня 1963 року.
Поселення носить ім'я Владислава (сина цибулівського земельного магната Рогозинського), котрий народився в 1823 р. Цей факт дає підстави стверджувати, що село виникло на початку 1800-х років.
Селяни ж називали Владиславчик просто Слободою. Це теж не випадково. Нові кріпаки-землероби у нових поселеннях на певний час (до придбання тягла) панами звільнялися від грошового податку (чиншу), а то й від натурального, тобто були вільними слобожанами (по-російськи — «свободными от уплаты оброка»).
За Л. Похилевичем у 1860 р. проживали 320 осіб (чоловіків — 170, жінок — 150), дворів було орієнтовно 50-55. У цей час належали вони зятю Іполита Рогозинського Валеріану Щенстовичу Росцішевському. Землі тут пан мав 790 десятин, тримав економію.
У 1900 р. в поселенні уже діяли власна приписна церква, 2 кузні, 4 вітряки, крупорушка та соломорізка.
Маєток поміщика Росцішевського знаходився в Княжиках. Адміністративно село належало Цибулівській волості. Ним управляли староста та збирач податків.
Гірка доля дісталася родинам Федота Луценка та Макара Фармагея: їх розкуркулили, однак із села не вислали. Їхні та інших селян господарські приміщення стали тимчасово конюшнями. В хаті Луценка утворили клуб. Головою колгоспу обрали Йосипа Кубу.
У роки Голодомору 1932-33 років померло близько 108 осіб.
У 1937 р. зазнали репресій 8 господарів: голова сільради Іван Любомський, учитель Аксентій Кравченко (працював у Княжиках), розсильний сільради Петро Баран, шофер МТС Антон Янов, Івана Гуньку, Федота Мельника, Мусія Панібратського, священика. П'ятьох розстріляли як ворогів народу, інших засудили на 10 років таборів.
Однак найвищим випробуванням для всіх стала Друга світова війна. З Владиславчика відправили до Німеччини 104 остарбайтери. За роки окупації тут розстріляли двох селян, загинуло від бомб та снарядів теж двоє, в полоні побували 10 осіб, заарештували 17 мешканців села.
На фронти Другої світової війни пішли 86 мешканців, 64 — загинули. Село звільнили від фашистів 9 березня 1944 року.
1959 року, у зв'язку з укрупненням господарств і ферм, колгосп «Більшовик» ліквідували та приєднали до Княжиків.
У 1967 році, після поновлення Монастирищенського району Владиславчику повернули статус самостійності, відновив роботу колгосп «Зоря». У 1976 р. Княжики стали радгоспом. Владиславчик знову приєднали до них як дільницю.
У 1985 знову відокремлено від Княжиків і стало самостійним господарством з назвою «Ювілейний», яке у 1992 р. реорганізовано в КСГП, потім — СТОВ.

## Відомі люди
- Мельніков Олексій Лаврентійович (* 28 червня 1925 — † 1997) — повний кавалер ордена Слави.

## Галерея

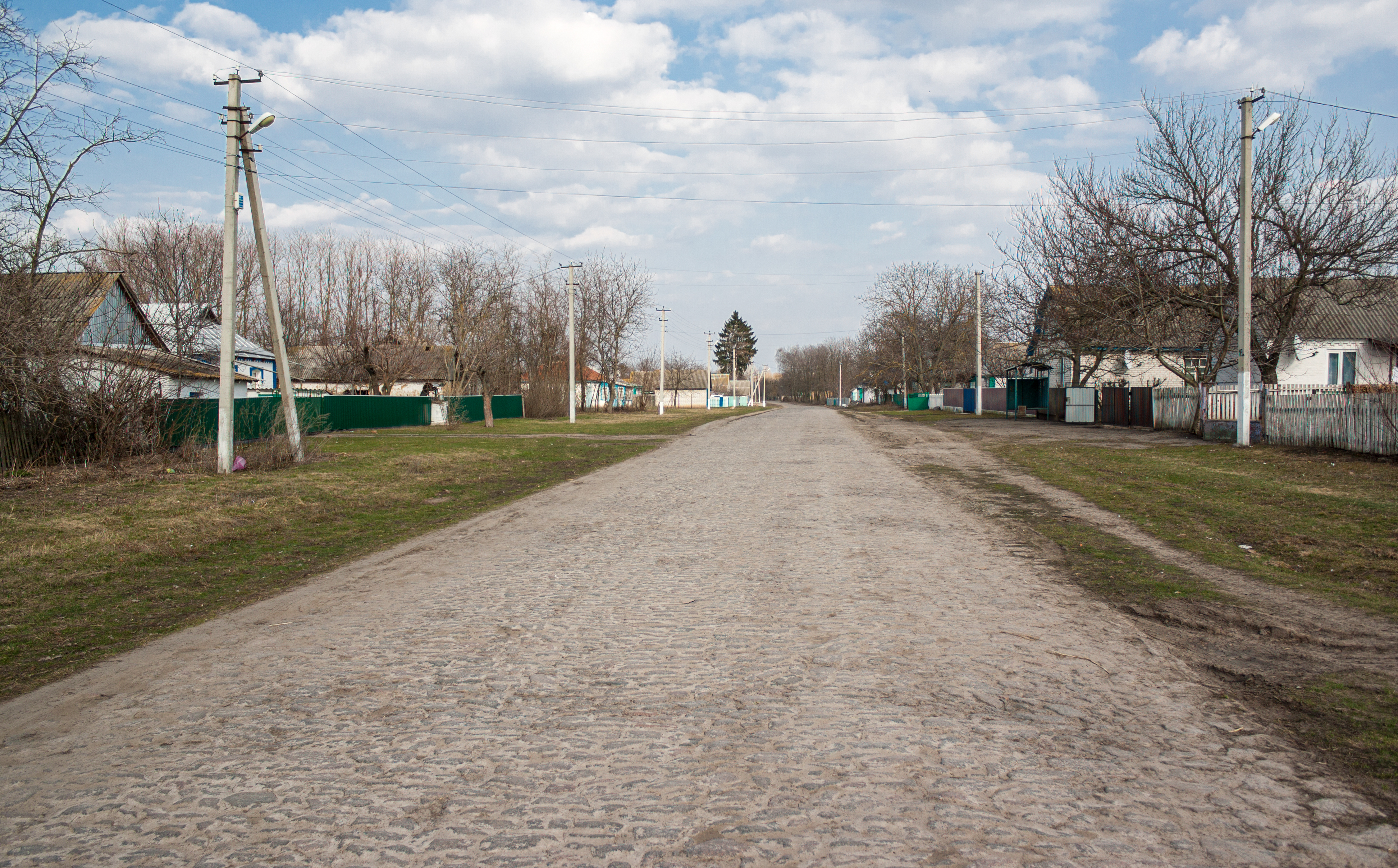
Вулиця Центральна
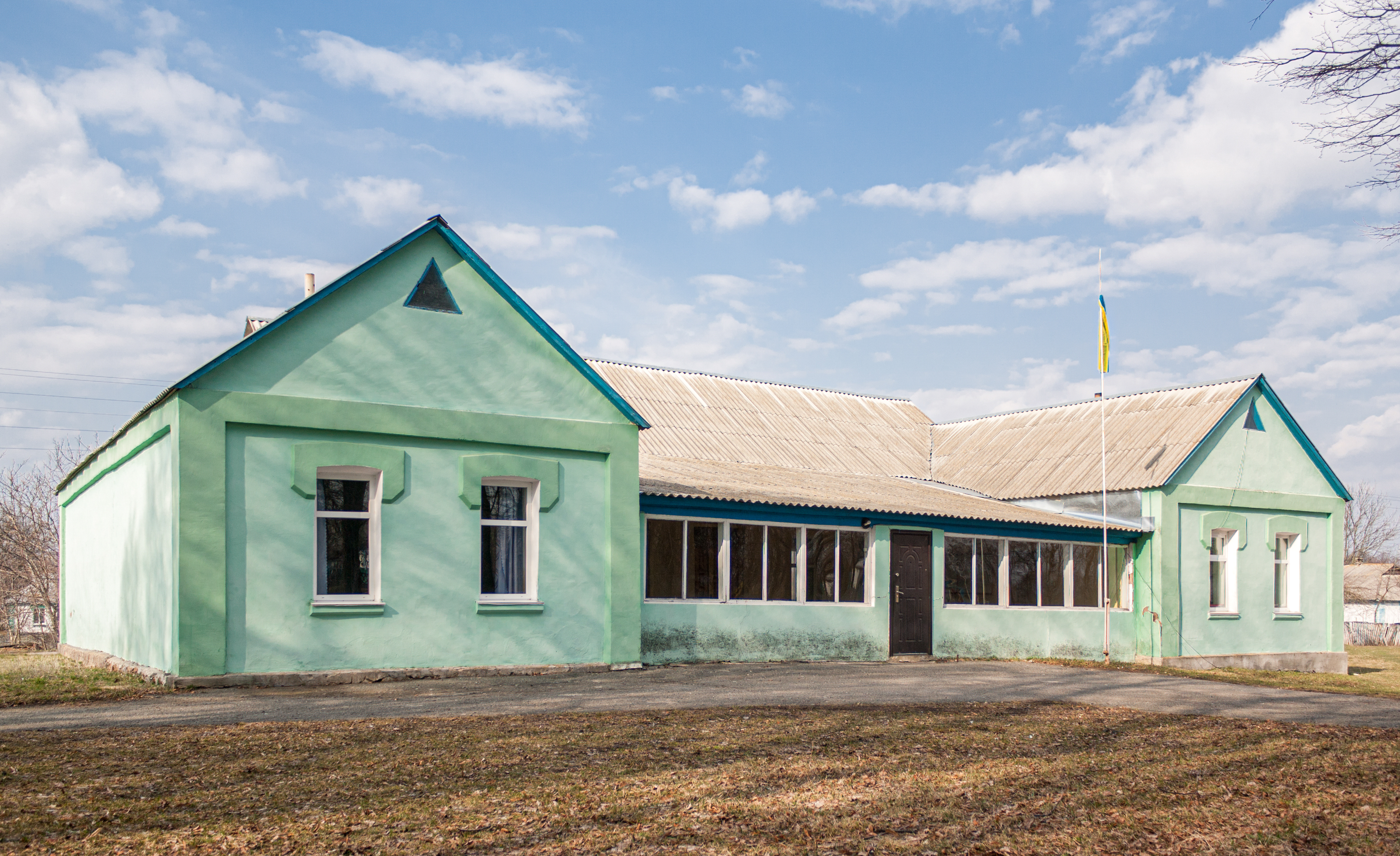
Будинок культури і сільрада
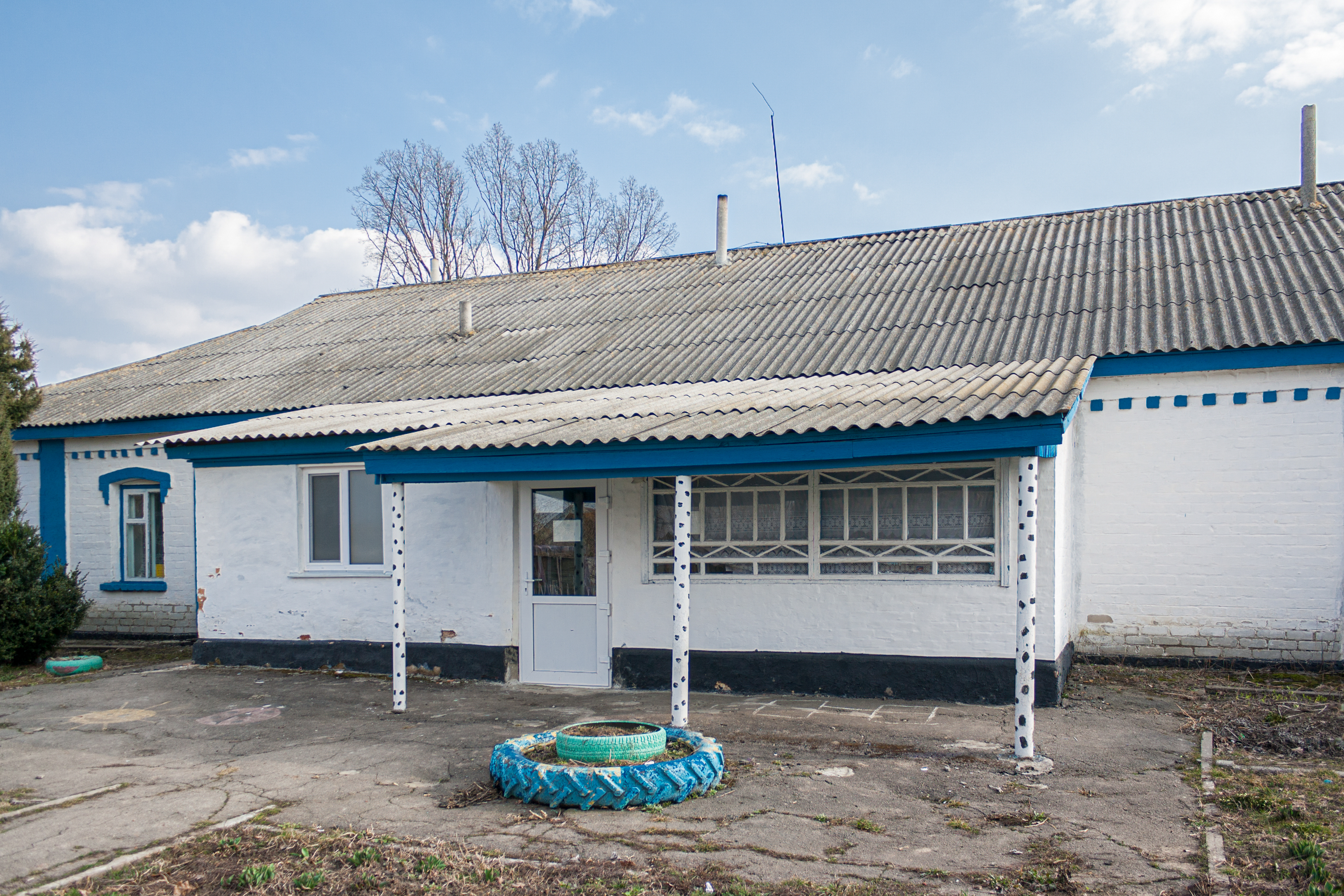
Дитсадок і пошта
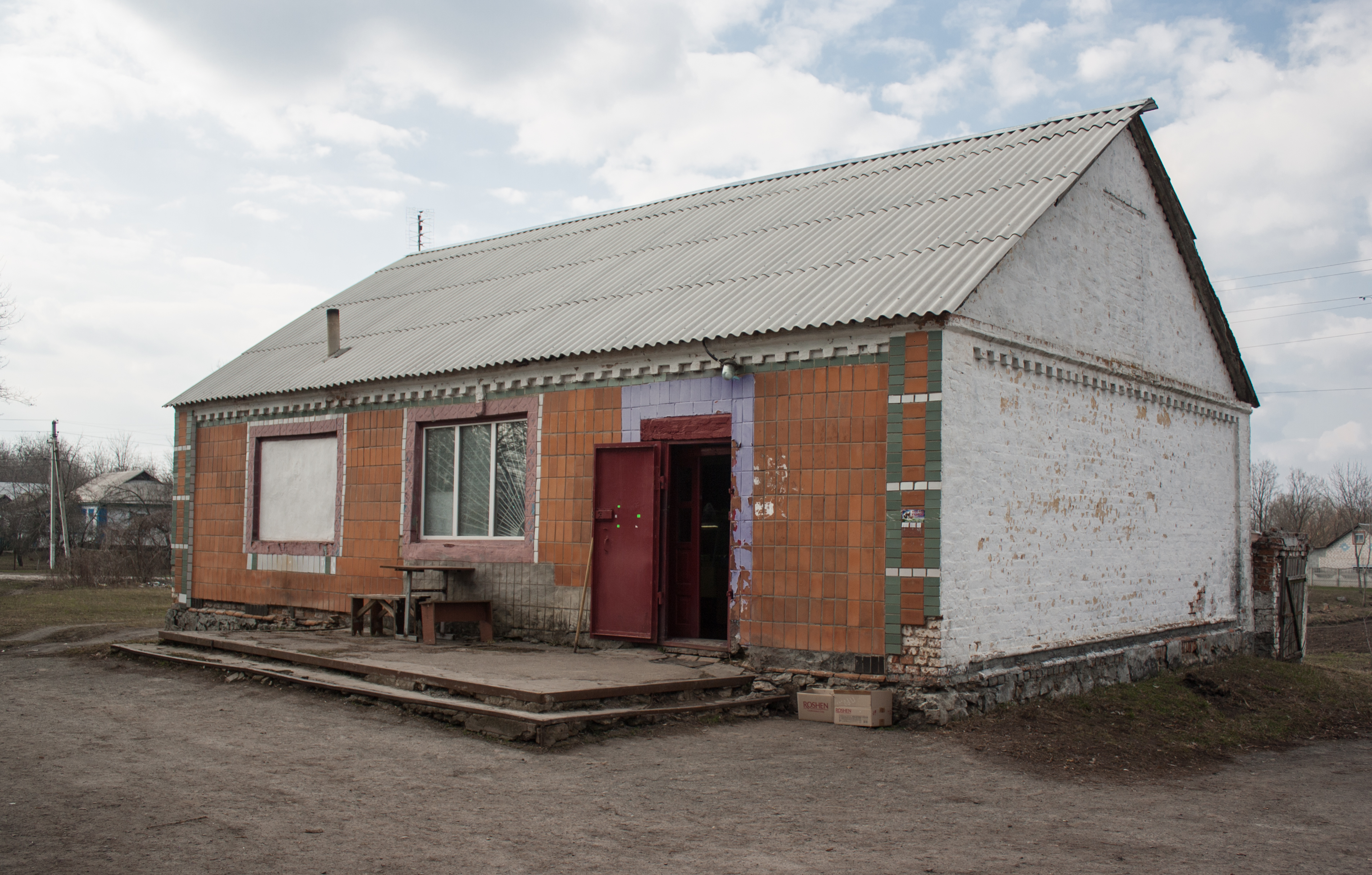
Магазин
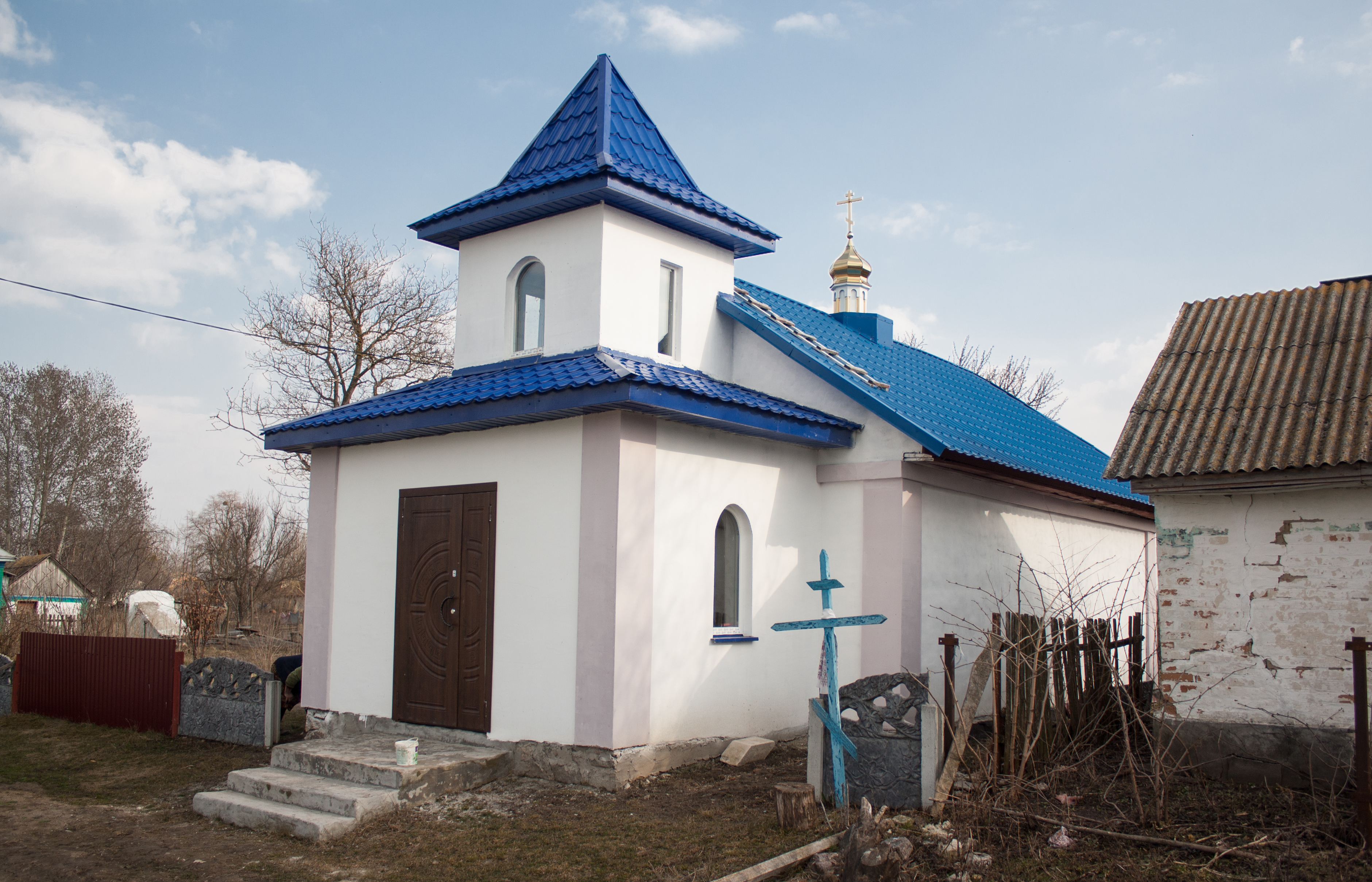
Церква
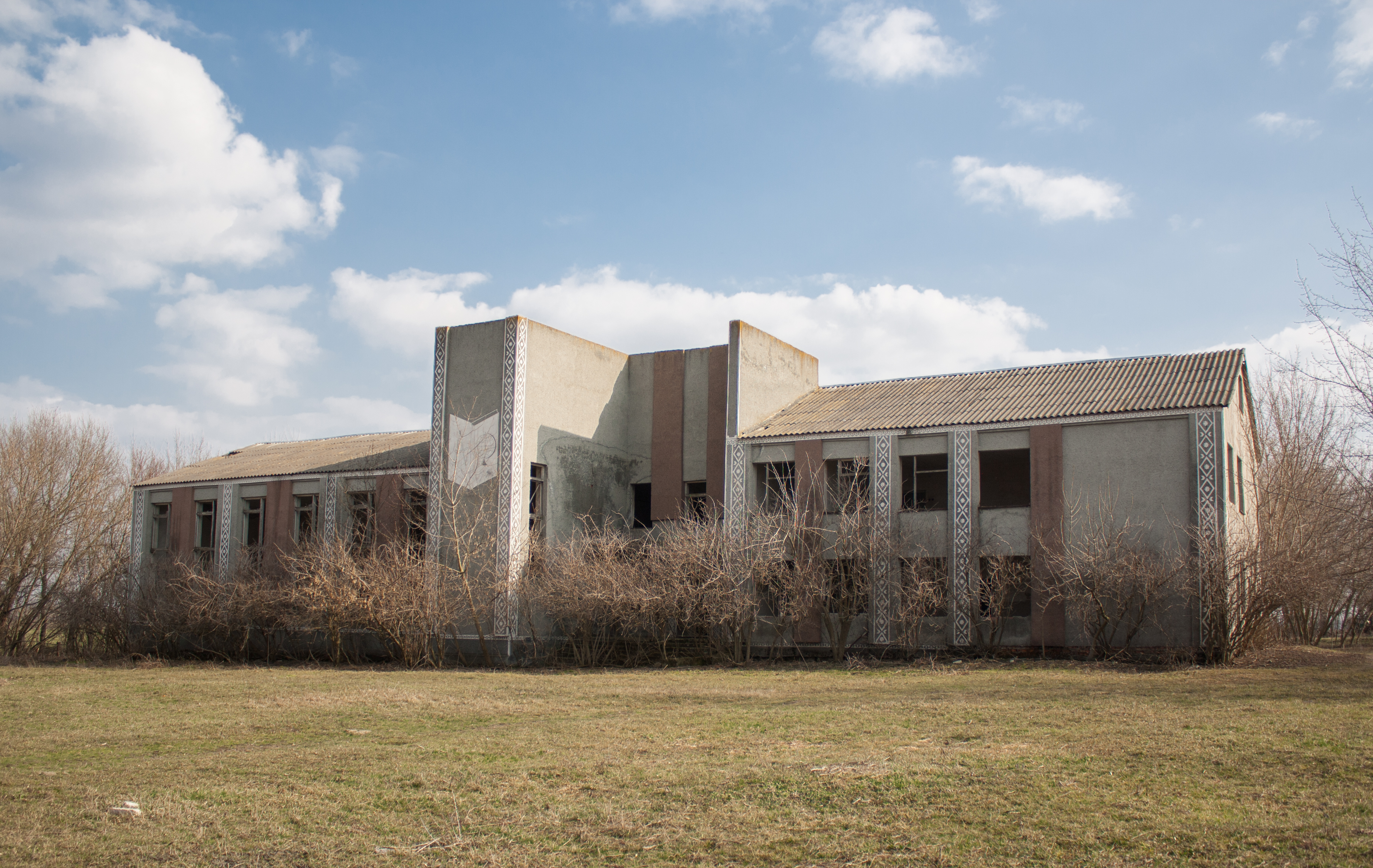
Колишня школа
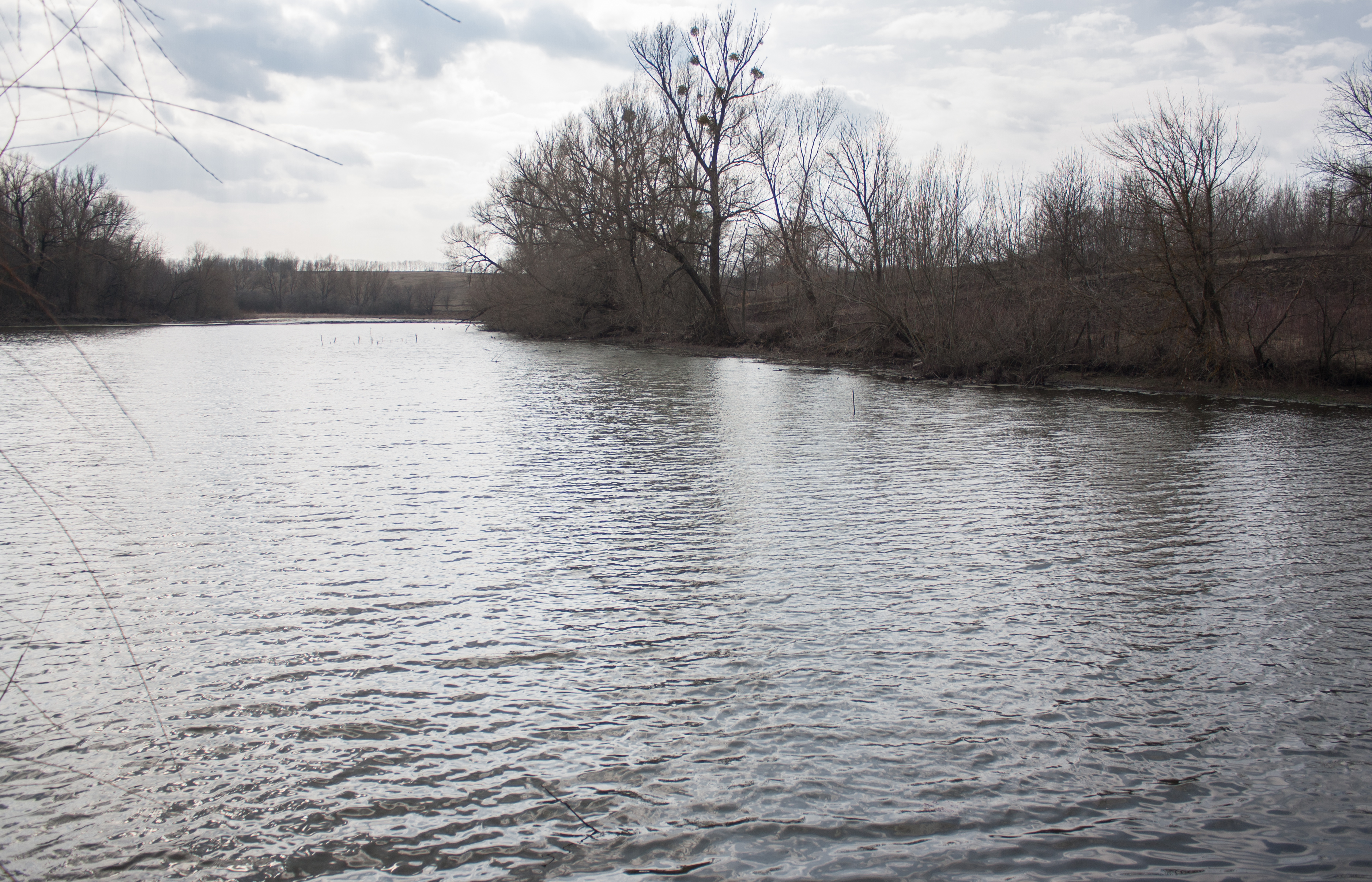
Ставок
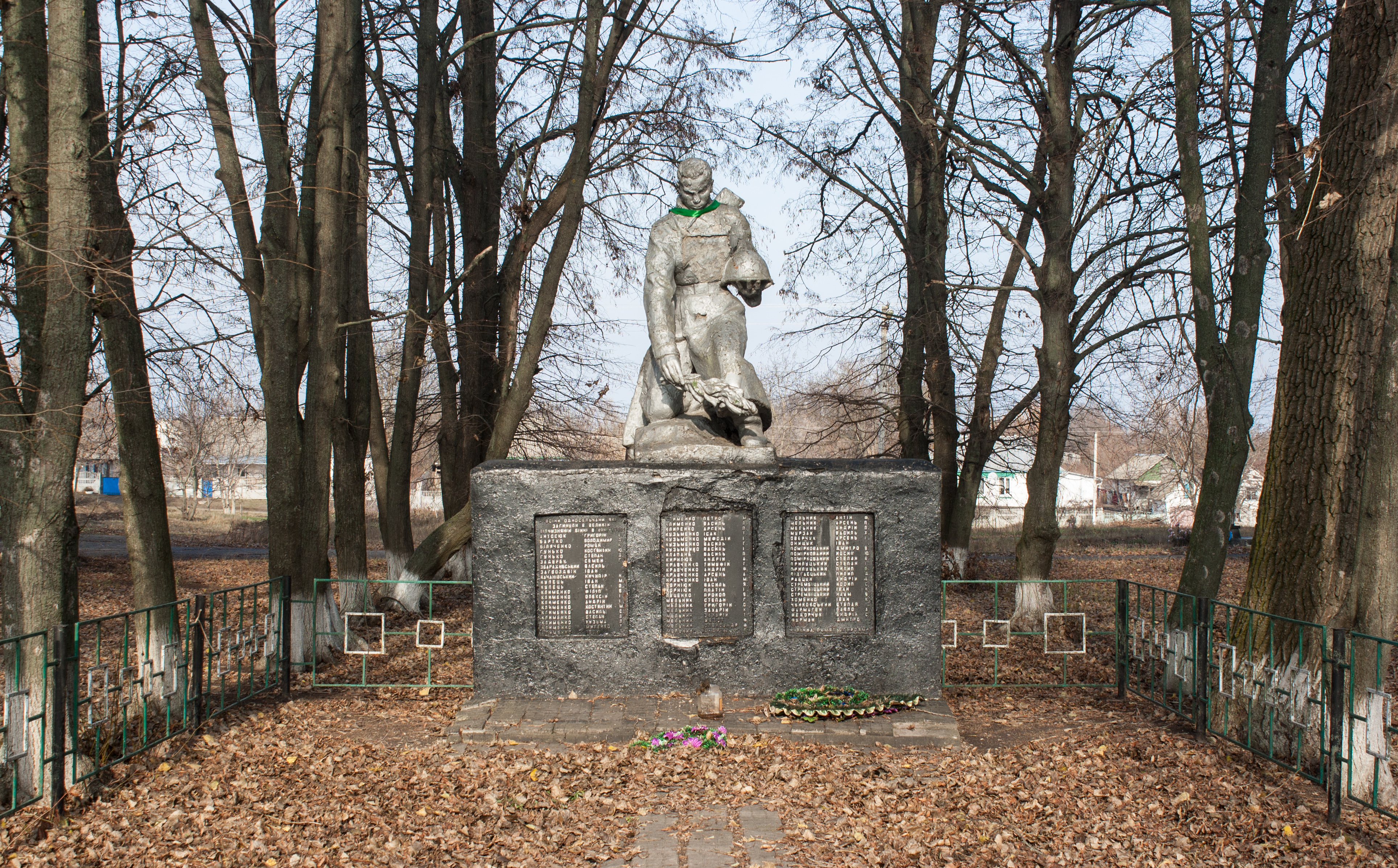
Пам'ятник воїнам-односельцям
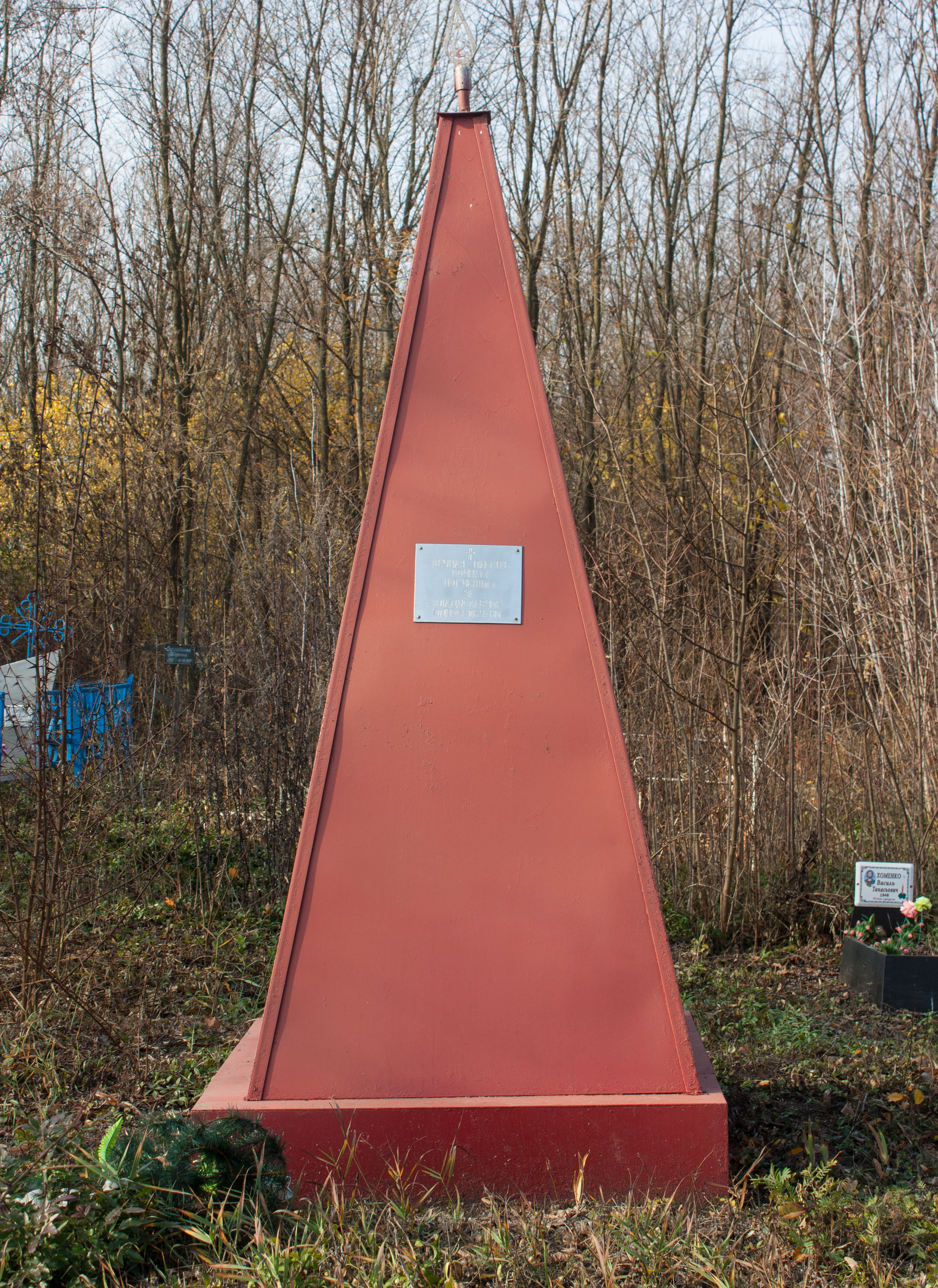
Братська могила радянських воїнів
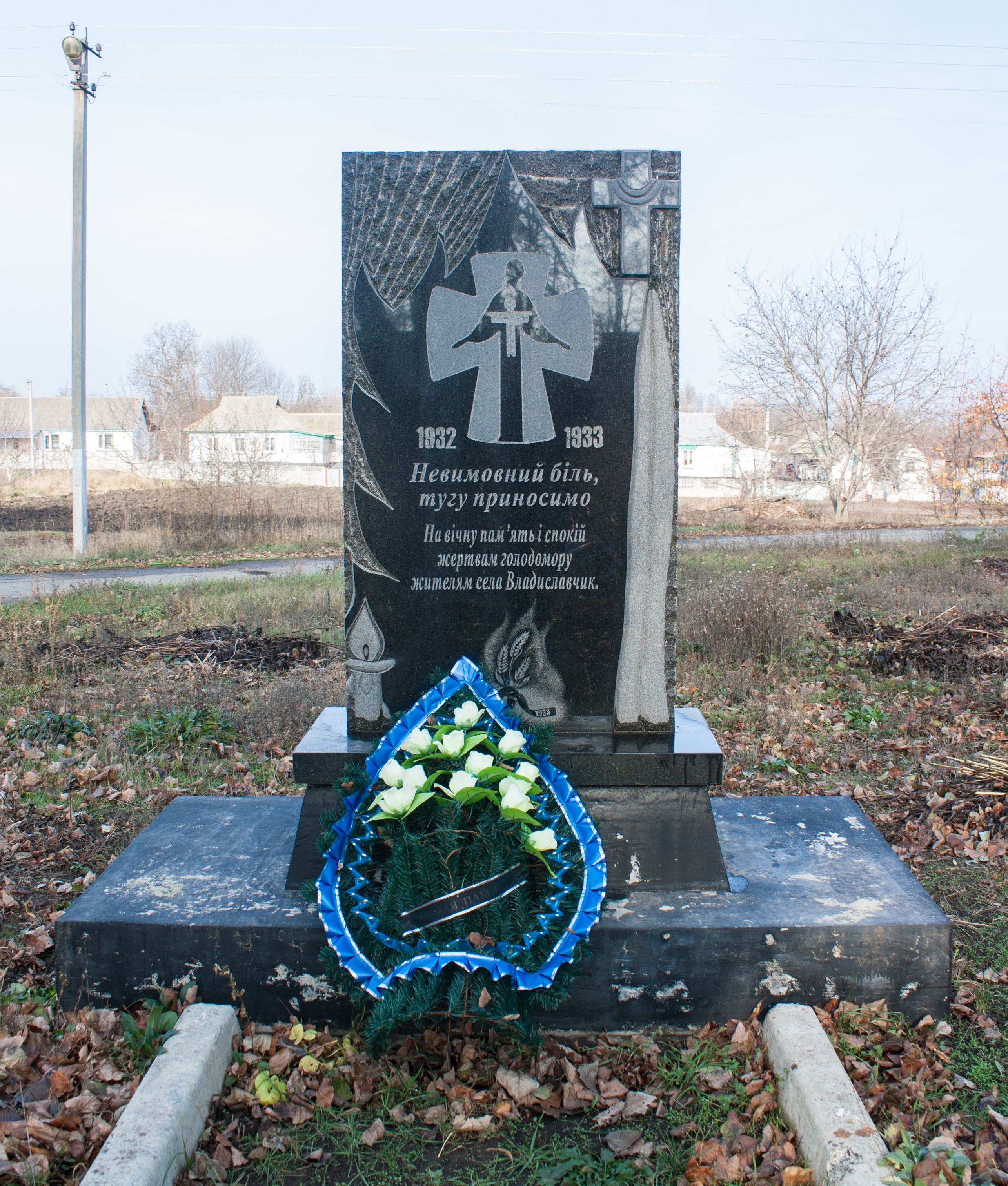
Пам'ятний знак жертвам Голодомору

## Інтернет-посилання
- Погода в селі Владиславчик [Архівовано 29 березня 2008 у Wayback Machine.]